# NPOあいの実
SWCあいの実 （社会福祉法人あいの実、しゃかいふくしほうじんあいのみ）は2021年（令和3年6月14日）にNPOあいの実を母体として仙台市泉区で設立された社会福祉法人である。社会福祉法人の略称としてSWC（Social Welfare Coporation）を全国に先駆けて使用している。
NPOあいの実（特定非営利活動法人あいの実、とくていひえいりかつどうほうじんあいのみ）は、2005年（平成17年）に仙台市泉区で設立された特定非営利活動法人である。指定居宅サービス事業、指定障害福祉サービス事業、指定居宅介護支援事業、児童福祉法に基づく重症心身障害児を対象とした放課後等デイサービス事業（2箇所）、児童福祉法に基づく重症心身障害児を対象とした児童発達支援事業（2箇所）等を運営する。
法人格を社会福祉法人に変え、すべての事業を社会福祉法人に移管。特定非営利活動法人あいの実は令和4年4月30日をもって解散した。

## 概要
介護経験を生かしたい主婦数人によって2005年（平成17年）に仙台市泉区寺岡で設立された。
設立当初よりヘルパーによる喀痰吸引に積極的に取り組む。しかし、当時はヘルパーによる喀痰吸引は実質的違法性阻却の内にあり、ヘルパーによるたんの吸引には反発も多かった。2012年（平成24年）、「社会福祉士及び介護福祉士法」が一部改正され、一定の研修を受けた介護職員等においては、医療や看護との連携による安全確保が図られている等、一定の条件の下でたんの吸引等の行為を実施できることとなり、認定特定行為業務従事者として認定を受けた。
それに関連して、2012年（平成24年）介護職員等による痰の吸引等研修事業（登録研修機関[第三号研修]）を開始した。
2010年（平成22年）他事業所の居宅介護支援事業を引き継ぐ形で、ケアプランセンターあいの実設立。同年本部事務所を仙台市泉区北中山に移転。
2012年（平成24年）の児童福祉法一部改正により、重症心身障害児を対象とした放課後等デイサービスの設置が可能になり、 2014年（平成26年）に重症心身障害児を主たる対象とした放課後等デイサービス「あいの実ラズベリー」開設。2015年（平成27年）より、重症心身障害児を対象とした児童発達支援をあいの実ラズベリーに多機能型として開設。同年、本部事務所移転し、併設施設に重症心身障害児を対象とした放課後等デイサービス「あいの実クランベリー」開設。同年9月9日に仮認定NPO法人として仙台市より認証された。認証期間は2015年9月9日～2018年9月8日。
2018年（平成30年）重症心身障害児者の家族を対象とした会員制カフェ「HoneyNapCafe（ハニーナップカフェ）」をあいの実本部事務所（宮城県仙台市泉区実沢字中山北）に併設する形でオープン。
2021年（令和3年6月）特定非営利活動法人あいの実を母体団体とする社会福祉法人あいの実設立。同年9月1日より訪問介護事業「ヘルパーステーションあいの実」、重症心身障がい児を対象とした放課後等デイサービス・児童発達支援「あいの実クランベリー」が社会福祉法人あいの実に事業移転された。
2023年「COCOON西田中EAST」（仙台市泉区西田中字松下）を開設。同施設内に、重症心身障がい児を対象とした放課後等デイサービス・児童発達支援・生活介護「あいの実ラズベリー」、医療型短期入所（ショートステイ）「あいの実ストロベリー」、診療所あいの実クリニックを開所。

## 沿革
平成17年 4月19日
特定非営利活動法人あいの実設立
平成17年 5月
指定居宅支援事業者指定
平成18年 8月
指定障害福祉サービス事業者指定
平成22年 5月
事業拡大に伴い事務所機能を仙台市泉区北中山に移転
平成22年11月
居宅介護支援事業　ケアプランセンターあいの実設立
平成24年 4月
登録喀痰吸引等事業者（登録特定行為事業者）登録
平成24年 8月
同行援護事業者指定
平成24年10月
地域生活支援事業移動支援事業者登録
平成24年12月
介護職員等による痰の吸引等研修事業開始
平成26年 9月
重症心身障がい児を対象とした放課後等デイサービス あいの実ラズベリー開設
平成27年 4月
重症心身障がい児を対象とした児童発達支援をあいの実ラズベリーに多機能型として開設
平成27年12月
事業拡大に伴い事務所機能を仙台市泉区実沢中山北に移転
平成27年12月
重症心身障がい児を対象とした放課後等デイサービス あいの実クランベリー開設
平成29年 4月
重症心身障がい者を対象とした生活介護をあいの実ラズベリーに多機能型として開設
平成30年 3月
重症児者・医療的ケア児者の家族のためのカフェ「HoneyNapCafe」をオープン
平成30年 7月
重症心身障がい児を対象とした児童発達支援をあいの実クランベリーに多機能型として開設
令和3年6月14日
社会福祉法人あいの実設立
令和3年9月
訪問事業、あいの実クランベリーをNPOから社会福祉法人に事業移転
令和3年12月
あいの実ラズベリー、ケアプランセンターあいの実をNPOから社会福祉法人に事業移転
令和4年6月
障がい児相談支援あいの実オリーブ開設
令和5年3月
重症心身障害児者・医療的ケア児者のための複合支援施設「COCOON西田中EAST」を開設
令和5年3月
あいの実クリニックを「COCOON西田中EAST」内に開設
令和5年4月
重症心身障がい児を対象とした児童発達支援・放課後等デイサービス・生活介護をあいの実ブルーベリーに多機能型として「COCOON西田中EAST」内に開設
令和5年4月
医療型短期入所あいの実ストロベリー開設

## 理念
SWCあいの実の法人理念は「人からしてほしいと思うことを、人にする」であり、これは新約聖書のイエス・キリストの教えに由来（マタイ7:12）し、キリスト教社会では黄金律またはゴールデン・ルール（Golden Rule）としてよく知られた理念である。

## 名前の由来
NPO設立時に東京の特定非営利活動法人「NPOあい」（現社会福祉法人あいの樹）による支援を受け「あい」から生まれた実ということで「あいの実」と命名。また、ヘルパーの示す愛からたくさんのよい実を産み出して、利用者に届けてもらうという意味もある。